# لواء قصبة مادبا
لواء قصبة مادبا هو تقسم إداري ثاني يتبع محافظة مادبا في الأردن، مركزه مدينة مادبا.  بلغ عدد سكانه في عام 2009 حوالي 116,630 نسمة.

## التقسيم الإداري
يُقسم هذا  اللواء إلى كل من الأقضية التالية:
- قضاء قصبة مادبا: يشكّل سكانه 94,380 نسمة، ويضم كل من البلدات والمناطق التالية: مادبا  · المأمونية  · الفيحاء  · الواحة  · الفالحة  · حوية البلاونة  · التيم  · الروابي  · الجبيل  · الهلالية.
- قضاء جرينة: يشكّل سكانه 7,730 نسمة، ويضم كل من البلدات والمناطق التالية:  جرينة  · غرناطة  · العريش  · الوسية  · برذلة  · حوض أبو النمل.
- قضاء ماعين: يشكّل سكانه 8,480 نسمة، ويضم كل من البلدات والمناطق التالية: ماعين  · منشية ماعين  · حمامات ماعين  · زرقاء ماعين.
- قضاء الفيصلية: يشكّل سكانه 6040 نسمة، ويضم كل من البلدات والمناطق التالية: الفيصلية  · صياغة  · اليسرى الجديدة  · اللبة  · عيون موسى  · عفنان  · المخيط.